# 拉帕吕
拉帕吕（法語：Lapalud，法語發音：[lapaly]）是法国普罗旺斯-阿尔卑斯-蓝色海岸大区沃克吕兹省的一个市镇，属于阿维尼翁区。

## 地理
拉帕吕（44°18'16"N, 4°41'20"E）面积17.37 平方千米，位于法国普罗旺斯-阿尔卑斯-蓝色海岸大区沃克吕兹省，该省份为法国东南部内陆省份，北起德龙省，西北接阿尔代什省，西接加尔省，南至罗讷河口省，东南角与瓦尔省接壤，东临上普罗旺斯阿尔卑斯省。
与拉帕吕接壤的市镇（或旧市镇、城区）包括：圣瑞斯、圣马尔塞达尔代克、皮埃尔拉特、博莱讷、罗讷河畔拉莫特。

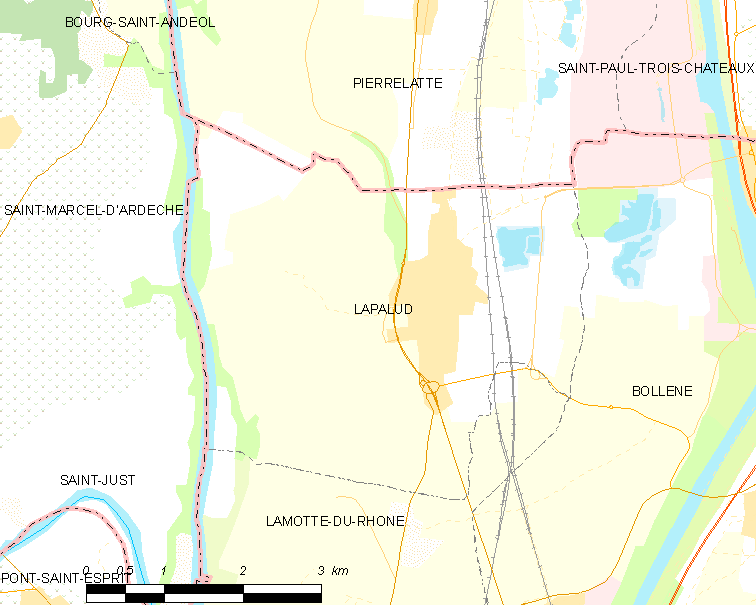
拉帕吕的OSM定位图

拉帕吕的时区为UTC+01:00、UTC+02:00（夏令时）。

## 行政
拉帕吕的邮政编码为84840，INSEE市镇编码为84064。

## 政治
拉帕吕所属的省级选区为博莱讷县。

## 人口

1962-2008年间拉帕吕人口变化图示

拉帕吕于2022年1月1日时的人口数量为3831人。